# Bolzano-Mendola
La Bolzano-Mendola è stata una corsa automobilistica di velocità in salita la cui prima edizione si svolse il 19 giugno del 1930 e l'ultima nel 1988, comprendendo 43 edizioni. Inizialmente il percorso di oltre 26 chilometri prevedeva la partenza nella centralissima Piazza della Vittoria a Bolzano per giungere ai 1363 metri di altitudine del Passo della Mendola. Nel 1956 il percorso venne ridotto a 14,400 km con la partenza fissata a San Michele di Appiano.